# Abū n-Nadschīb as-Suhrawardī
Abū n-Nadschīb as-Suhrawardī (arabisch ابوالنجیب عبدالقادر السهروردی, DMG Abū n-Naǧīb ʿAbd-al-Qādir as-Suhrawardī; geboren um 1097; gestorben 1168) war ein berühmter iranischer sunnitischer Sufi-Gelehrter. Seine Anhänger bilden die Gruppe des Sufiordens der Suhrawardiyya.
Es wird angenommen, dass Scheich Saineddin der Sohn des Ordensgründers ist.
Abu Nadschib as-Suhrawardi war der Onkel von Abu Hafs Umar as-Suhrawardi (1145–1234), der den Sufismus unter ihm studierte.